# Lamar Hunt U.S. Open Cup 2011
La Lamar Hunt U.S. Open Cup 2011 fue la 98.ª edición de la Lamar Hunt U.S. Open Cup del fútbol de los Estados Unidos. Empezó el 14 de junio y finalizó el 4 de octubre. En un total de 40 equipos, todos los equipos que disputan en las diferentes categorías con excepción de la North American Soccer League. 
Seattle Sounders FC se consagró campeón por tercera vez consecutiva derrotando en la final ante el Chicago Fire por 2-0. El campeón clasificó a la fase de grupos de la Concacaf Liga Campeones 2012-13. 

## Equipos clasificados
El torneo consiste de 40 equipos de distintas categorías:
Los 8 equipos de la Major League Soccer (Primera División)
- Chicago Fire
- Columbus Crew
- FC Dallas
- Los Angeles Galaxy
- New York Red Bulls
- Real Salt Lake
- Seattle Sounders FC
- Sporting Kansas City

Los equipos de la North American Soccer League (2011) (Segunda División)
- El 17 de febrero de 2011, la Federación de Fútbol de los Estados Unidos anunció que no van a participar los equipos debido a que están participando desde que la liga no obtuvo sanción provisional en el tiempo.[1]

Los 11 equipos de la USL PRO (Tercera División)
- Charleston Battery
- Charlotte Eagles
- Dayton Dutch Lions
- Harrisburg City Islanders
- Los Angeles Blues
- F.C. New York
- Orlando City
- Pittsburgh Riverhounds
- Richmond Kickers
- Rochester Rhinos
- Wilmington Hammerheads

Los 9 equipos de la USL Premier Development League (Cuarta División)
- Carolina Dynamo
- Central Florida Kraze
- Chicago Fire Premier
- Chivas El Paso Patriots
- Kitsap Pumas
- Reading United
- Real Colorado Foxes
- Ventura County Fusion
- Western Mass Pioneers

Los 4 equipos de la National Premier Soccer League
- Brooklyn Italians
- Chattanooga FC
- Hollywood United Hitmen
- Madison 56ers

Los 8 equipos de la United States Adult Soccer Association
- A.A.C. Eagles
- Doxa Italia
- DV8 Defenders
- Iowa Menace
- ASC New Stars
- New York Pancyprian-Freedoms
- Phoenix Sport Club
- Regals FC

## Distribución de equipos porestado
| Estado             | Equipos |
| ------------------ | ------- |
| California         | 6       |
| Nueva York         | 4       |
| Pensilvania        | 4       |
| Texas              | 4       |
| Carolina del Norte | 3       |
| Illinois           | 3       |
| Florida            | 2       |
| Ohio               | 2       |
| Washington         | 2       |
| Carolina del Sur   | 1       |
| Colorado           | 1       |
| Iowa               | 1       |
| Kansas             | 1       |
| Massachusetts      | 1       |
| Nueva Jersey       | 1       |
| Tennessee          | 1       |
| Utah               | 1       |
| Virginia           | 1       |
| Wisconsin          | 1       |
| Total              | 40      |

## Primera fase
|  | Semifinales            | Semifinales   | Semifinales   |       |                        | Final         | Final         |  |
|  | Primera Ronda          | Primera Ronda | Primera Ronda |       |                        | Segunda Ronda | Segunda Ronda |  |
|  |                        |               |               |       |                        |               |               |  |
|  |                        |               |               |       |                        |               |               |  |
|  | NY Pancyprian-Freedoms | 2             | -             |       |                        |               |               |  |
|  | NY Pancyprian-Freedoms | 2             | -             |       |                        |               |               |  |
|  | Brooklyn Italians      | 1             | -             |       |                        |               |               |  |
|  | Brooklyn Italians      | 1             | -             |       | NY Pancyprian-Freedoms | 0 (5)         |               |  |
|  |                        |               |               |       | NY Pancyprian-Freedoms | 0 (5)         |               |  |
|  |                        |               | F.C. New York | 0 (6) |                        |               |               |  |
|  | F.C. New York          | 3             | F.C. New York | 0 (6) | -                      |               |               |  |
|  | F.C. New York          | 3             |               |       | -                      |               |               |  |
|  | Western Mass Pioneers  | 0             | -             |       |                        |               |               |  |
|  | Western Mass Pioneers  | 0             | -             |       |                        |               |               |  |
|  |                        |               |               |       |                        |               |               |  |

|  | Semifinales               | Semifinales   | Semifinales      |   |                           | Final         | Final         |  |
|  | Primera Ronda             | Primera Ronda | Primera Ronda    |   |                           | Segunda Ronda | Segunda Ronda |  |
|  |                           |               |                  |   |                           |               |               |  |
|  |                           |               |                  |   |                           |               |               |  |
|  | Harrisburg City Islanders | 2             | -                |   |                           |               |               |  |
|  | Harrisburg City Islanders | 2             | -                |   |                           |               |               |  |
|  | Reading United            | 1             | -                |   |                           |               |               |  |
|  | Reading United            | 1             | -                |   | Harrisburg City Islanders | 0             |               |  |
|  |                           |               |                  |   | Harrisburg City Islanders | 0             |               |  |
|  |                           |               | Rochester Rhinos | 1 |                           |               |               |  |
|  | Rochester Rhinos          | 2             | Rochester Rhinos | 1 | -                         |               |               |  |
|  | Rochester Rhinos          | 2             |                  |   | -                         |               |               |  |
|  | Phoenix Sport Club        | 1             | -                |   |                           |               |               |  |
|  | Phoenix Sport Club        | 1             | -                |   |                           |               |               |  |
|  |                           |               |                  |   |                           |               |               |  |

|  | Semifinales                    | Semifinales   | Semifinales            |   |                  | Final         | Final         |  |
|  | Primera Ronda                  | Primera Ronda | Primera Ronda          |   |                  | Segunda Ronda | Segunda Ronda |  |
|  |                                |               |                        |   |                  |               |               |  |
|  |                                |               |                        |   |                  |               |               |  |
|  | Pittsburgh Riverhounds (t. s.) | 3             | -                      |   |                  |               |               |  |
|  | Pittsburgh Riverhounds (t. s.) | 3             | -                      |   |                  |               |               |  |
|  | Chattanooga FC                 | 2             | -                      |   |                  |               |               |  |
|  | Chattanooga FC                 | 2             | -                      |   | Richmond Kickers | 4             |               |  |
|  |                                |               |                        |   | Richmond Kickers | 4             |               |  |
|  |                                |               | Pittsburgh Riverhounds | 1 |                  |               |               |  |
|  | Richmond Kickers               | 4             | Pittsburgh Riverhounds | 1 | -                |               |               |  |
|  | Richmond Kickers               | 4             |                        |   | -                |               |               |  |
|  | Dayton Dutch Lions             | 1             | -                      |   |                  |               |               |  |
|  | Dayton Dutch Lions             | 1             | -                      |   |                  |               |               |  |
|  |                                |               |                        |   |                  |               |               |  |

|  | Semifinales            | Semifinales   | Semifinales      |   |                                | Final         | Final         |  |
|  | Primera Ronda          | Primera Ronda | Primera Ronda    |   |                                | Segunda Ronda | Segunda Ronda |  |
|  |                        |               |                  |   |                                |               |               |  |
|  |                        |               |                  |   |                                |               |               |  |
|  | Carolina Dynamo        | 1             | -                |   |                                |               |               |  |
|  | Carolina Dynamo        | 1             | -                |   |                                |               |               |  |
|  | Charlotte Eagles       | 3             | -                |   |                                |               |               |  |
|  | Charlotte Eagles       | 3             | -                |   | Wilmington Hammerheads (t. s.) | 3             |               |  |
|  |                        |               |                  |   | Wilmington Hammerheads (t. s.) | 3             |               |  |
|  |                        |               | Charlotte Eagles | 2 |                                |               |               |  |
|  | Wilmington Hammerheads | 4             | Charlotte Eagles | 2 | -                              |               |               |  |
|  | Wilmington Hammerheads | 4             |                  |   | -                              |               |               |  |
|  | Central Florida Kraze  | 0             | -                |   |                                |               |               |  |
|  | Central Florida Kraze  | 0             | -                |   |                                |               |               |  |
|  |                        |               |                  |   |                                |               |               |  |

|  | Semifinales        | Semifinales   | Semifinales   |   |                    | Final         | Final         |  |
|  | Primera Ronda      | Primera Ronda | Primera Ronda |   |                    | Segunda Ronda | Segunda Ronda |  |
|  |                    |               |               |   |                    |               |               |  |
|  |                    |               |               |   |                    |               |               |  |
|  | Orlando City       | 4             | -             |   |                    |               |               |  |
|  | Orlando City       | 4             | -             |   |                    |               |               |  |
|  | ASC New Stars      | 0             | -             |   |                    |               |               |  |
|  | ASC New Stars      | 0             | -             |   | Charleston Battery | 0             |               |  |
|  |                    |               |               |   | Charleston Battery | 0             |               |  |
|  |                    |               | Orlando City  | 1 |                    |               |               |  |
|  | Charleston Battery | 2             | Orlando City  | 1 | -                  |               |               |  |
|  | Charleston Battery | 2             |               |   | -                  |               |               |  |
|  | Regals FC          | 0             | -             |   |                    |               |               |  |
|  | Regals FC          | 0             | -             |   |                    |               |               |  |
|  |                    |               |               |   |                    |               |               |  |

|  | Semifinales          | Semifinales   | Semifinales          |   |               | Final         | Final         |  |
|  | Primera Ronda        | Primera Ronda | Primera Ronda        |   |               | Segunda Ronda | Segunda Ronda |  |
|  |                      |               |                      |   |               |               |               |  |
|  |                      |               |                      |   |               |               |               |  |
|  | Madison 56ers        | 4             | -                    |   |               |               |               |  |
|  | Madison 56ers        | 4             | -                    |   |               |               |               |  |
|  | A.A.C. Eagles        | 0             | -                    |   |               |               |               |  |
|  | A.A.C. Eagles        | 0             | -                    |   | Madison 56ers | 0             |               |  |
|  |                      |               |                      |   | Madison 56ers | 0             |               |  |
|  |                      |               | Chicago Fire Premier | 2 |               |               |               |  |
|  | Iowa Menace          | 0             | Chicago Fire Premier | 2 | -             |               |               |  |
|  | Iowa Menace          | 0             |                      |   | -             |               |               |  |
|  | Chicago Fire Premier | 1             | -                    |   |               |               |               |  |
|  | Chicago Fire Premier | 1             | -                    |   |               |               |               |  |
|  |                      |               |                      |   |               |               |               |  |

|  | Semifinales             | Semifinales   | Semifinales         |   |              | Final         | Final         |  |
|  | Primera Ronda           | Primera Ronda | Primera Ronda       |   |              | Segunda Ronda | Segunda Ronda |  |
|  |                         |               |                     |   |              |               |               |  |
|  |                         |               |                     |   |              |               |               |  |
|  | Real Colorado Foxes     | 5             | -                   |   |              |               |               |  |
|  | Real Colorado Foxes     | 5             | -                   |   |              |               |               |  |
|  | DV8 Defenders           | 0             | -                   |   |              |               |               |  |
|  | DV8 Defenders           | 0             | -                   |   | Kitsap Pumas | 3             |               |  |
|  |                         |               |                     |   | Kitsap Pumas | 3             |               |  |
|  |                         |               | Real Colorado Foxes | 1 |              |               |               |  |
|  | Chivas El Paso Patriots | 0 (5)         | Real Colorado Foxes | 1 | -            |               |               |  |
|  | Chivas El Paso Patriots | 0 (5)         |                     |   | -            |               |               |  |
|  | Kitsap Pumas            | 0 (6)         | -                   |   |              |               |               |  |
|  | Kitsap Pumas            | 0 (6)         | -                   |   |              |               |               |  |
|  |                         |               |                     |   |              |               |               |  |

|  | Semifinales             | Semifinales   | Semifinales       |   |                       | Final         | Final         |  |
|  | Primera Ronda           | Primera Ronda | Primera Ronda     |   |                       | Segunda Ronda | Segunda Ronda |  |
|  |                         |               |                   |   |                       |               |               |  |
|  |                         |               |                   |   |                       |               |               |  |
|  | Los Angeles Blues       | 3             | -                 |   |                       |               |               |  |
|  | Los Angeles Blues       | 3             | -                 |   |                       |               |               |  |
|  | Hollywood United Hitmen | 1             | -                 |   |                       |               |               |  |
|  | Hollywood United Hitmen | 1             | -                 |   | Ventura County Fusion | 0             |               |  |
|  |                         |               |                   |   | Ventura County Fusion | 0             |               |  |
|  |                         |               | Los Angeles Blues | 1 |                       |               |               |  |
|  | Ventura County Fusion   | 3             | Los Angeles Blues | 1 | -                     |               |               |  |
|  | Ventura County Fusion   | 3             |                   |   | -                     |               |               |  |
|  | Doxa Italia             | 1             | -                 |   |                       |               |               |  |
|  | Doxa Italia             | 1             | -                 |   |                       |               |               |  |
|  |                         |               |                   |   |                       |               |               |  |

## Segunda fase
|  | Octavos de final       | Octavos de final   |                      |   | Cuartos de final           | Cuartos de final           |  |  | Semifinales  | Semifinales  |  |  | Final        | Final        |
|  | 28 de junio            | 28 de junio        |                      |   | 12 de julio al 13 de julio | 12 de julio al 13 de julio |  |  | 30 de agosto | 30 de agosto |  |  | 4 de octubre | 4 de octubre |
|  |                        |                    |                      |   |                            |                            |  |  |              |              |  |  |              |              |
|  |                        |                    |                      |   |                            |                            |  |  |              |              |  |  |              |              |
|  |                        |                    |                      |   |                            |                            |  |  |              |              |  |  |              |              |
|  | New York Red Bulls     | 2                  |                      |   |                            |                            |  |  |              |              |  |  |              |              |
|  | New York Red Bulls     | 2                  |                      |   |                            |                            |  |  |              |              |  |  |              |              |
|  | F.C. New York          | 1                  |                      |   |                            |                            |  |  |              |              |  |  |              |              |
|  | F.C. New York          | 1                  | Chicago Fire         | 4 |                            |                            |  |  |              |              |  |  |              |              |
|  |                        |                    |                      | 4 |                            |                            |  |  |              |              |  |  |              |              |
|  |                        | New York Red Bulls | 0                    |   |                            |                            |  |  |              |              |  |  |              |              |
|  | Rochester Rhinos       | New York Red Bulls | 0                    | 0 |                            |                            |  |  |              |              |  |  |              |              |
|  | Rochester Rhinos       |                    |                      | 0 |                            |                            |  |  |              |              |  |  |              |              |
|  | Chicago Fire           | 1                  |                      |   |                            |                            |  |  |              |              |  |  |              |              |
|  | Chicago Fire           | 1                  | Chicago Fire         | 2 |                            |                            |  |  |              |              |  |  |              |              |
|  |                        |                    |                      | 2 |                            |                            |  |  |              |              |  |  |              |              |
|  |                        | Richmond Kickers   | 1                    |   |                            |                            |  |  |              |              |  |  |              |              |
|  | Columbus Crew          | Richmond Kickers   | 1                    | 1 |                            |                            |  |  |              |              |  |  |              |              |
|  | Columbus Crew          |                    |                      | 1 |                            |                            |  |  |              |              |  |  |              |              |
|  | Richmond Kickers       | 2                  |                      |   |                            |                            |  |  |              |              |  |  |              |              |
|  | Richmond Kickers       | 2                  | Sporting Kansas City | 0 |                            |                            |  |  |              |              |  |  |              |              |
|  |                        |                    |                      | 0 |                            |                            |  |  |              |              |  |  |              |              |
|  |                        | Richmond Kickers   | 2                    |   |                            |                            |  |  |              |              |  |  |              |              |
|  | Sporting Kansas City   | Richmond Kickers   | 2                    | 3 |                            |                            |  |  |              |              |  |  |              |              |
|  | Sporting Kansas City   |                    |                      | 3 |                            |                            |  |  |              |              |  |  |              |              |
|  | Chicago Fire Premier   | 0                  |                      |   |                            |                            |  |  |              |              |  |  |              |              |
|  | Chicago Fire Premier   | 0                  | Seattle Sounders FC  | 2 |                            |                            |  |  |              |              |  |  |              |              |
|  |                        |                    |                      | 2 |                            |                            |  |  |              |              |  |  |              |              |
|  |                        | Chicago Fire       | 0                    |   |                            |                            |  |  |              |              |  |  |              |              |
|  | FC Dallas              | Chicago Fire       | 0                    | 3 |                            |                            |  |  |              |              |  |  |              |              |
|  | FC Dallas              |                    |                      | 3 |                            |                            |  |  |              |              |  |  |              |              |
|  | Orlando City           | 2                  |                      |   |                            |                            |  |  |              |              |  |  |              |              |
|  | Orlando City           | 2                  | FC Dallas            | 2 |                            |                            |  |  |              |              |  |  |              |              |
|  |                        |                    |                      | 2 |                            |                            |  |  |              |              |  |  |              |              |
|  |                        | Real Salt Lake     | 0                    |   |                            |                            |  |  |              |              |  |  |              |              |
|  | Real Salt Lake         | Real Salt Lake     | 0                    | 2 |                            |                            |  |  |              |              |  |  |              |              |
|  | Real Salt Lake         |                    |                      | 2 |                            |                            |  |  |              |              |  |  |              |              |
|  | Wilmington Hammerheads | 0                  |                      |   |                            |                            |  |  |              |              |  |  |              |              |
|  | Wilmington Hammerheads | 0                  | Seattle Sounders FC  | 1 |                            |                            |  |  |              |              |  |  |              |              |
|  |                        |                    |                      | 1 |                            |                            |  |  |              |              |  |  |              |              |
|  |                        | FC Dallas          | 0                    |   |                            |                            |  |  |              |              |  |  |              |              |
|  | Seattle Sounders FC    | FC Dallas          | 0                    | 2 |                            |                            |  |  |              |              |  |  |              |              |
|  | Seattle Sounders FC    |                    |                      | 2 |                            |                            |  |  |              |              |  |  |              |              |
|  | Kitsap Pumas           | 1                  |                      |   |                            |                            |  |  |              |              |  |  |              |              |
|  | Kitsap Pumas           | 1                  | Seattle Sounders FC  | 3 |                            |                            |  |  |              |              |  |  |              |              |
|  |                        |                    |                      | 3 |                            |                            |  |  |              |              |  |  |              |              |
|  |                        | Los Angeles Galaxy | 1                    |   |                            |                            |  |  |              |              |  |  |              |              |
|  | Los Angeles Galaxy     | Los Angeles Galaxy | 1                    | 2 |                            |                            |  |  |              |              |  |  |              |              |
|  | Los Angeles Galaxy     |                    |                      | 2 |                            |                            |  |  |              |              |  |  |              |              |
|  | Los Angeles Blues      | 1                  |                      |   |                            |                            |  |  |              |              |  |  |              |              |
|  | Los Angeles Blues      | 1                  |                      |   |                            |                            |  |  |              |              |  |  |              |              |

### Octavos de final
| 28 de junio de 2011 | New York Red Bulls       | 2:1 (0:0) | F.C. New York | Red Bull Arena, Harrison, Nueva Jersey                        |                                                               |
|                     | Hertzog 58' · Rooney 65' | Reporte   | Morrison 56'  | Asistencia: 2.074 espectadores Árbitro(s): Jose Carlos Rivero | Asistencia: 2.074 espectadores Árbitro(s): Jose Carlos Rivero |

| 28 de junio de 2011 | Rochester Rhinos | 0:1 (0:1) | Chicago Fire | Sahlen's Stadium, Rochester, Nueva York       |                                               |
|                     |                  | Reporte   | Chaves 37'   | Asistencia: 5.558 espectadores Árbitro(s): ¿? | Asistencia: 5.558 espectadores Árbitro(s): ¿? |

| 28 de junio de 2011 | Columbus Crew | 1:2 (1:1) | Richmond Kickers            | Columbus Crew Stadium, Columbus, Ohio                   |                                                         |
|                     | Grossman 35'  | Reporte   | Hiroyama 22' · Delicâte 85' | Asistencia: 1.845 espectadores Árbitro(s): Sorin Stoica | Asistencia: 1.845 espectadores Árbitro(s): Sorin Stoica |

| 28 de junio de 2011 | Real Salt Lake              | 2:0 (2:0) | Wilmington Hammerheads | Rio Tinto Stadium, Sandy, Utah                           |                                                          |
|                     | Beltran 40' · Alexandre 44' | Reporte   |                        | Asistencia: 7.620 espectadores Árbitro(s): Allen Chapman | Asistencia: 7.620 espectadores Árbitro(s): Allen Chapman |

| 28 de junio de 2011 | FC Dallas                                 | 3:2 (1:1) | Orlando City               | Pizza Hut Park, Frisco, Texas                                 |                                                               |
|                     | Jackson 38' · Villar 50' · Rodríguez 90+' | Reporte   | Griffin 20' · Álvarez 90+' | Asistencia: 1.876 espectadores Árbitro(s): Armando Villarreal | Asistencia: 1.876 espectadores Árbitro(s): Armando Villarreal |

| 28 de junio de 2011 | Sporting Kansas City                  | 3:0 (1:0) | Chicago Fire Premier | Livestrong Sporting Park, Kansas City, Kansas           |                                                         |
|                     | Bunbury 3' · Stojčev 58' · Kamara 59' | Reporte   |                      | Asistencia: 4.487 espectadores Árbitro(s): Landis Wiley | Asistencia: 4.487 espectadores Árbitro(s): Landis Wiley |

| 28 de junio de 2011 | Los Angeles Galaxy       | 2:1 (0:0) | Los Angeles Blues | Titan Stadium, Fullerton, California                          |                                                               |
|                     | González 75' · Magee 81' | Reporte   | Rivera 62'        | Asistencia: 3,627 espectadores Árbitro(s): Alejandro Mariscal | Asistencia: 3,627 espectadores Árbitro(s): Alejandro Mariscal |

| 28 de junio de 2011 | Seattle Sounders FC | 2:1 (1:0) | Kitsap Pumas | Starfire Sports Complex, Tukwila, Washington  |                                               |
|                     | Fucito 39' 62'      | Reporte   | Besagno 71'  | Asistencia: 3.811 espectadores Árbitro(s): ¿? | Asistencia: 3.811 espectadores Árbitro(s): ¿? |

### Cuartos de final
| 12 de julio de 2011 | Chicago Fire                            | 4:0 (1:0) | New York Red Bulls | Toyota Park, Bridgeview, Illinois |                             |
|                     | Oduro 7' · Cuesta 49' · Barouch 52' 69' | Reporte   |                    | Árbitro(s): Hilario Grajeda       | Árbitro(s): Hilario Grajeda |

| 12 de julio de 2011 | Sporting Kansas City | 0:2 (0:0) | Richmond Kickers               | Livestrong Sporting Park, Kansas City, Kansas            |                                                          |
|                     |                      | Reporte   | Bangura 66' · Bulow 87' (pen.) | Asistencia: 4.794 espectadores Árbitro(s): Mark Kadlecik | Asistencia: 4.794 espectadores Árbitro(s): Mark Kadlecik |

| 12 de julio de 2011 | FC Dallas                 | 2:0 (1:0) | Real Salt Lake | Pizza Hut Park, Frisco, Texas |                             |
|                     | Benítez 18' · Jackson 54' | Reporte   |                | Árbitro(s): Michael Kennedy   | Árbitro(s): Michael Kennedy |

| 13 de julio de 2011 | Seattle Sounders FC                 | 3:1 (2:1) | Los Angeles Galaxy | Starfire Sports Complex, Tukwila, Washington           |                                                        |
|                     | Jaqua 4' · Montero 25' · Neagle 74' | Reporte   | 37' Cristman       | Asistencia: 4.322 espectadores Árbitro(s): Kevin Stott | Asistencia: 4.322 espectadores Árbitro(s): Kevin Stott |

### Semifinales
| 30 de agosto de 2011 | Chicago Fire             | 2:1 (1:0) | Richmond Kickers | Toyota Park, Bridgeview, Illinois                     |                                                       |
|                      | Grazzini 32' · Oduro 61' | Reporte   | William 66'      | Asistencia: 8.909 espectadores Árbitro(s): Jasen Anno | Asistencia: 8.909 espectadores Árbitro(s): Jasen Anno |

| 30 de agosto de 2011 | Seattle Sounders FC | 1:0 (1:0) | FC Dallas | Starfire Sports Complex, Tukwila, Washington               |                                                            |
|                      | Montero 40'         | Reporte   |           | Asistencia: 4.593 espectadores Árbitro(s): Hilario Grajeda | Asistencia: 4.593 espectadores Árbitro(s): Hilario Grajeda |

### Final
| 18 | POR | Kasey Keller         |                     |
| 7  | DEF | James Riley          |                     |
| 34 | DEF | Jhon Kennedy Hurtado |                     |
| 31 | DEF | Jeff Parke           |                     |
| 12 | DEF | Leonardo González    |                     |
| 15 | MED | Álvaro Fernández     | 46'                 |
| 6  | MED | Osvaldo Alonso       | Jugador del partido |
| 3  | MED | Brad Evans           |                     |
| 27 | MED | Lamar Neagle         |                     |
| 17 | DEL | Freddy Montero       |                     |
| 2  | DEL | Michael Fucito       | 89'                 |
| DT | DT  | Sigi Schmid          |                     |

| 25 | POR | Sean Johnson    |     |
| 3  | DEF | Dan Gargan      | 85' |
| 23 | DEF | Josip Mikulić   | 61' |
| 5  | DEF | Cory Gibbs      |     |
| 13 | DEF | Gonzalo Segares |     |
| 12 | MED | Logan Pause     |     |
| 17 | MED | Pável Pardo     |     |
| 11 | MED | Daniel Paladini | 80' |
| 16 | MED | Marco Pappa     |     |
| 14 | DEL | Patrick Nyarko  |     |
| 8  | DEL | Dominic Oduro   |     |
| DT | DT  | Frank Klopas    |     |

| 8  | MED | Erik Friberg   | 46' |
| 24 | DEL | Roger Levesque | 89' |

| 6  | DEF | Jalil Anibaba      | 61' |
| 99 | DEL | Diego Chaves       | 80' |
| 10 | MED | Sebastián Grazzini | 85' |

| Anotado | 77'   | Freddy Montero |
| Anotado | 90+6' | Osvaldo Alonso |

|  |

| Amonestado | 90' | Osvaldo Alonso |

| Amonestado | 26' | Patrick Nyarko  |
| Amonestado | 37' | Daniel Paladini |
| Amonestado | 90' | Jalil Anibaba   |

| Árbitro             | Alex Prus     |
| Árbitros asistentes | Steven Taylor |
| Árbitros asistentes | Eric Boria    |
| Cuarto árbitro      | Josh Wilkens  |

| 18 | POR | Kasey Keller         |                     |
| 7  | DEF | James Riley          |                     |
| 34 | DEF | Jhon Kennedy Hurtado |                     |
| 31 | DEF | Jeff Parke           |                     |
| 12 | DEF | Leonardo González    |                     |
| 15 | MED | Álvaro Fernández     | 46'                 |
| 6  | MED | Osvaldo Alonso       | Jugador del partido |
| 3  | MED | Brad Evans           |                     |
| 27 | MED | Lamar Neagle         |                     |
| 17 | DEL | Freddy Montero       |                     |
| 2  | DEL | Michael Fucito       | 89'                 |
| DT | DT  | Sigi Schmid          |                     |

| 25 | POR | Sean Johnson    |     |
| 3  | DEF | Dan Gargan      | 85' |
| 23 | DEF | Josip Mikulić   | 61' |
| 5  | DEF | Cory Gibbs      |     |
| 13 | DEF | Gonzalo Segares |     |
| 12 | MED | Logan Pause     |     |
| 17 | MED | Pável Pardo     |     |
| 11 | MED | Daniel Paladini | 80' |
| 16 | MED | Marco Pappa     |     |
| 14 | DEL | Patrick Nyarko  |     |
| 8  | DEL | Dominic Oduro   |     |
| DT | DT  | Frank Klopas    |     |

| 8  | MED | Erik Friberg   | 46' |
| 24 | DEL | Roger Levesque | 89' |

| 6  | DEF | Jalil Anibaba      | 61' |
| 99 | DEL | Diego Chaves       | 80' |
| 10 | MED | Sebastián Grazzini | 85' |

| Anotado | 77'   | Freddy Montero |
| Anotado | 90+6' | Osvaldo Alonso |

|  |

| Amonestado | 90' | Osvaldo Alonso |

| Amonestado | 26' | Patrick Nyarko  |
| Amonestado | 37' | Daniel Paladini |
| Amonestado | 90' | Jalil Anibaba   |

| Árbitro             | Alex Prus     |
| Árbitros asistentes | Steven Taylor |
| Árbitros asistentes | Eric Boria    |
| Cuarto árbitro      | Josh Wilkens  |

| Bandera del Estado de Washington          |
| Campeón Seattle Sounders FC Tercer título |

## Goleadores
| Jugador          | Equipo                 | Goles |
| ---------------- | ---------------------- | ----- |
| David Bulow      | Richmond Kickers       | 6     |
| Jhonny Arteaga   | F.C. New York          | 3     |
| Andriy Budnyi    | Wilmington Hammerheads | 3     |
| Matthew Delicate | Richmond Kickers       | 3     |
| Fredy Montero    | Seattle Sounders FC    | 3     |
| Darren Toby      | Charlotte Eagles       | 2     |
| Orr Barouch      | Chicago Fire           | 2     |
| Dominic Oduro    | Chicago Fire           | 2     |